# Pierre Abélard
Peter Abelard (francosko Pierre Abélard - izgovorjava [a.be.laːʁ], latinsko Petrus Abaelardus, tudi Abailard, Abeilard, francoski sholastični filozof, logik in teolog, *1079, Le Pallet, Vojvodina Bretanija, Kraljevina Francija, † 21. april 1142, Chalon-sur-Saône, Vojvodina Burgundija, Kraljevina Francija.
Velja za enega najbolj vplivnih sholastičnih učenjakov v 12. stoletju, ki je bil v središču takratnih intelektualnih razprav in polemik. Odlikoval se je v naravoslovnih znanostih in v dialektiki, veji filozofije, ki je tedaj v glavnem vključevala Aristotelovo logiko, prenešeno prek latinskih virov. V metafiziki je zagovornik konceptualizma, ontološke pozicije med realizmom in nominalizmom, ki uvršča univerzalije v um.   
V javnih disputih je bil izjemno vešč govorec, ki se ni pustil zmesti svojim idejnim nasprotnikom in intelektulanim rivalom. Odlikovali so ga hiter razum, oster jezik in popolni spomin, ki so ga naredile nepremagljivega v debati. Nazadnje pa sta mu najbolj škodili aroganca in drznost tudi v disputih okoli teoloških dogem, kar je bilo dovolj, da so ga nazadnje obsodili krivoverstva in na osamo.  Njegova burna osebnost je pustila vtis na vseh, ki jih je spoznal, v pozitivnem in negativnem. Iz disputov s takrat najbolj priznanim teologom Bernardom iz Clairvauxa je sicer izšel kot utišani poraženec, a nedvomno kot moralni zmagovalec.
Zgodba o njegovem razmerju in ljubezni do svoje učenke Heloize (Héloïse) je postala legendarna in primer tragične romance.  Kljub njegovemu izjemno razgibanemu življenju so njegovi dosežki filozofiji tisti, ki so ga naredili za priznano ime.
Abelardovo življenje je relativno dobro poznano. Poleg dogodkov zapisanih v javnih zapisih je njegovo osebno življenje  razkrito v njegovih avtobiografskih pismih Historia calamitatum (Zgodovina nesreč) in v njegovem dopisovanju s Heliozo. 
Abelard je bil rojen v družini iz nižjega plemstva v majhni vasici Le Pallet vzhodno od Nantesa v Bretaniji. Bil je najstarejši sin majhne plemiške bretonske družine. Kot dečka ga je pri učenju vzpodbujal oče. Kmalu se je Abelard odpovedal svoji dediščini, vključno z viteštvom, da bi se lahko posvetil akademski karieri in s tem filozofiji. Odšel se je učit k znanim filozofom, najprej k Roscelinu, ki je bil s svojim skrajnim nominalizmom že precej sporna osebnost, in zatem k Viljemu iz Champeaux, ki je veljal za najboljšega profesorja nastajajoče Pariške univerze. Od prvega učitelja Roscelina, ki je takrat zaradi nominalističnih stališč zapadel v nemilost, se je hitro distanciral.

### Študij
Tekom študija je dobil dovoljenje, da je lahko začel poučevati, sprva v Melunu, nato v Corbeilu. S svojimi energičnimi in drznimi predavanji se je zelo hitro uveljavil za učence začel tekmovati s svojim bivšim učiteljem Viljemom iz Champeauxa. Nasprotovanja so naposled postala pretežavna, zato se je vrnil domov za nekaj let.
Boljšega zdravja in poln ambicij se je vrnil v Pariz med letoma 1108 in 1113. Udeležil se je predavanj Viljema iz Champeauxa in z njim imel disput o problemu univerzalij. Viljem je zagovarjal zmerni realizem Aristotelovega tipa, ki je univerzalije postavljal v stvari.. Abelard je iz tega disputa izšel kot zmagovalec in pridobil ugled kot vešč dialektik. Vabil za poučevanje ni manjkalo. Okoli leta 1113 se je odločil, da se bo dodatno izuril še v teologiji. Poiskal je takrat najbolj znanega učitelja teologije Anzelma iz Laona in spet postal študent. Ta odločitev ni bila dobra, saj Abelardu Anzelomove tradicionalne šablonske metode poučevanja in superioren družbeni položaj njegovega učitelja niso najbolj ustrezale. Abelardova drznost, da bi konkuriral svojemu novemu, po letih pa staremu, učitelju ni bila neopažena - Anzelm ga je preventivno izključil iz svoje šole. To je bil zadnjič, ko se je učil pri nekom. Kmalu se je vrnil v Pariz in dobil nepričakovano ponudbo za učiteljevanje na Notre-Damu v Parizu, kar ga je ponovno vrnilo v središče intelektualnega življenja. 

### Razmerje s Heloizo
Položaj najbolj uveljavljenega pariškega učenjaka je obdržal vse do ljubezenskega zapleta z Heloizo, ki je vodil do njegove neprostovoljne kastracije leta 1118. Heloizo je spoznal še kot študent. Da jo je lahko poučeval, je dobil dovoljenje od njenega strica in kanonika Fluberta, ki je bdel nad njeno intelektualno in moralno vzgojo. Ljubimkanje med nesojenim učiteljem in njegovo učenko je bilo razkrito, kar pa še ni bilo sporno. Flubert je od para zahteval, da se preprosto na skrivaj poročita, kar sta tudi storila. A tajna poroka in sin rojen iz te zveze sta bila za Abelarda prevelika odgovornost, zato je Abelard Heloizo proti njeni volji preprosto vtaknil v samostan v Argenteuil, kakor da se ni nič spremenilo. To pa je sodu izbilo dno: Flubert je s še enim sorodnikom in Abelardovim služabnikom Abelarda z linčem kastriral. Kazen je bila pretirana tudi po mnenju Heloize. Oropan svoje moškosti, osramočen pred svetom in pomilovan od kolegov se je nato umaknil med benediktince v samostan Saint-Denisu. Heloiza pa je ostala v samostanu v Argenteuilu. Ohranjena pisma med obema sodijo v čas po Abelardovi kastraciji.

### Neprostovoljna kastracija in čas po njej
Kastracijo je intelektualno razmeroma hitro prebolel in se začel vračati na pariško intelektualno sceno. Po okrevanju je Abelard nadaljeval s poučevanjem v bližnjem samostanu, nadaljeval je z ukvarjanjem s teologijo, kar je bilo ob njegovemu prevladujočemu racionalizmu in optimističnemu zaupanju v moč razuma precej tvegano. Njegova metoda filozofske analize je bila razumljena kot direkten izziv tradicionalnim pravovernim pristopom. Sinoda, ki se je zbrala v Soissonu, da pregleda Abelardovo pisanje je obtožila in zahtevala od Abelarda, da javno sprejme vero, izkušnja, ki jo sam označi kot ponižujočo. To še ni bilo obdobje (boleče) inkvizicije, zato je Abelard svojo nedolžnost dokazoval nasproti svojim tožiteljem povsem enakopravno s polemičnimi disputi. Hoja po robu pravovernosti in trganje iz konteksta je bilo dovolj, da so mu dokazali krivoverska stališča in ga obsodili na molk. Najbolj vneti Abelardov nasprotnik in tožitelj je bil takrat najbolj priznan teolog Bernard iz Clairvauxa.
Vendar mu molk ni bil usojen. Abelard pravi, da ga je revščina prisilila v ponoven začetek poučevanja. Skupaj s svojimi učenci je ustanovil svoj samostan imenovan Paraklet (fr. Abbaye du Paraclet), kjer je nadaljeval s poučevanjem, pisanjem in raziskovanjem. Ta intelektualna idila se je končala leta 1126, ko je Abelard sprejel povabilo in postal vodja samostana v Saint Gildasu de Rhuys v domači Bretaniji. Samostan Parklet je prepustil Heloizi in njenim nunam. Po njegovih besedah naj bi bili menihi v Saint Gildasu nevzdržni, celo nevarni, saj so ga večkrat poskušali umoriti. V tem času je napisal Historia calamitatum in se dopisoval z Heloizo.

### Abelard krivoverec
V sredini tridesetih let 12. stoletja je dobil dovoljenje za vrnitev v Pariz. V tem času je Bernard iz Clairvauxa usmeril vso pozornost na Abelardove teološke razprave. Bernard je kategorično nasprotoval Abelardovemu načinu razprave v njegovi Theologii, ki razoseblja Sveto trojico., prav tako pa tudi njegovemu pristopu do zaupanja v moč razuma. Sodni proces je najprej potekal na koncilu v Sensu, vodil ga je tamkajšnji nadškof. Po pritožbi pa se je proces v Abelardovo škodo zaključil 16. julija 1140 pred rimskim cerkvenim cerkvenim sodiščem, ko je papež Inocenc II. obsodil najbolj sporne od Abelardovih tez, njemu pa zaukazal molk. Abelard se je te sodbe držal, vendar je pri papežu posredoval sam voditelj clunyjske opatije Peter Častitljivi, ki je zelo občudoval Abelarda. Peter Častitljivi je pri papežu dosegel, da je le-ta preklical obsodbo. Abelard je ostal pod okriljem Petra vse do svoje smrti 21. aprila 1142. Pokopan je na pokopališču Père-Lachaise v Parizu skupaj z Heloizo.
Abelard je vplival na izjemno širok krog svojih učencev vseh stanov. Po njegovi smrti ni veliko sklicevanj na njegova razmišljanja, najverjetneje zaradi obsodb krivoverstva, vendar je jasno, da je močno vplival na nadaljnji razvoj sholastike in na zaupanje v moč razuma neodvisnega od vere.
Abelard, P. in Heliosa T. [prevedla Polona Prodnik] 2009. Prepovedani sad: iz pisem Abelarda in Heloize. Ljubljana : Tuma

Clanchy, M. T. [prevedel Jure Potokar] 1997. Abelard: Človek v srednjem veku. Ljubljana: Znanstveno in publicistično središče, 1999. 
(Zbirka Spekter; 1999, 2)